# Riksförbundet Sällsynta diagnoser
Riksförbundet Sällsynta diagnoser är en intresseorganisation för alla som lever med ett sällsynt hälsotillstånd och bildades 1998. 
Riksförbundet arbetar för att förbättra villkoren för personer med sällsynta diagnoser och deras närstående i Sverige. Huvuduppdraget är att företräda medlemmars intressen gentemot beslutsfattare och politiska organ på olika nivåer. Riksförbundet har som vision att alla personer i Sverige som lever med sällsynta hälsotillstånd och deras närstående ska ha tillgång till bästa vård, stöd och behandling.Genom påverkansarbete är Riksförbundet med och förbättrar vård, stöd och behandling för dem som har svårt att synas och höras.
Idag utgörs Sällsynta diagnoser av ca 16 000 enskilda medlemmar fördelade på ett 70-tal medlemsföreningar och grupper.  
Organisationen är medlem i Funktionsrätt Sverige och i Eurordis, det europeiska paraplyorganet för sällsynta diagnoser.

## Sällsynta hälsotillstånd
Ungefär fem procent av Sveriges befolkning beräknas leva med ett sällsynt hälsotillstånd. Definitionen på ett sällsynt hälsotillstånd är att den förekommer hos färre än 5 av 10 000 personer.
Sällsynta hälsotillstånd och sällsynta diagnoser kräver speciell kompetens och ofta samordnade insatser från hälso- och sjukvården och övriga samhället. 
Sällsynta hälsotillstånd medför vanligen varaktiga konsekvenser för livsvillkoren och särskilda problem som betingas av sällsyntheten. 

## Sällsynta dagen
Riksförbundet Sällsynta diagnoser tog år 2008 initiativet till den första Sällsynta dagen som firas den 29 februari för att uppmärksamma sällsynta hälsotillstånd. Det svenska initiativet fick många efterföljare och 2009 firades sällsynta dagen i 35 länder.                                          